# Радіочастотна ідентифікація
RFID (англ. Radio frequency identification) — радіочастотна ідентифікація.

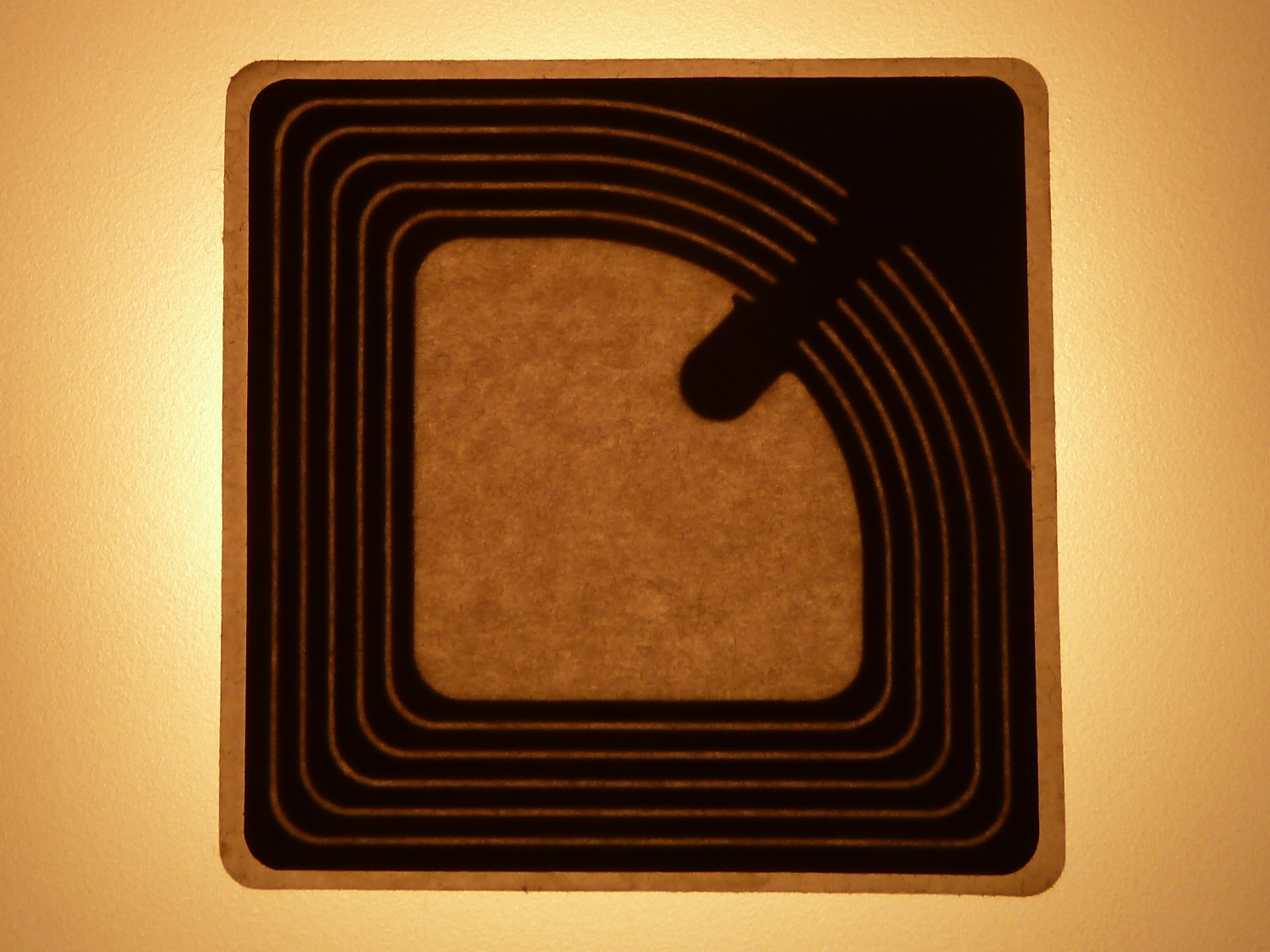
Просвічена наскрізь наклейка на товар, яка містить радіомітку.

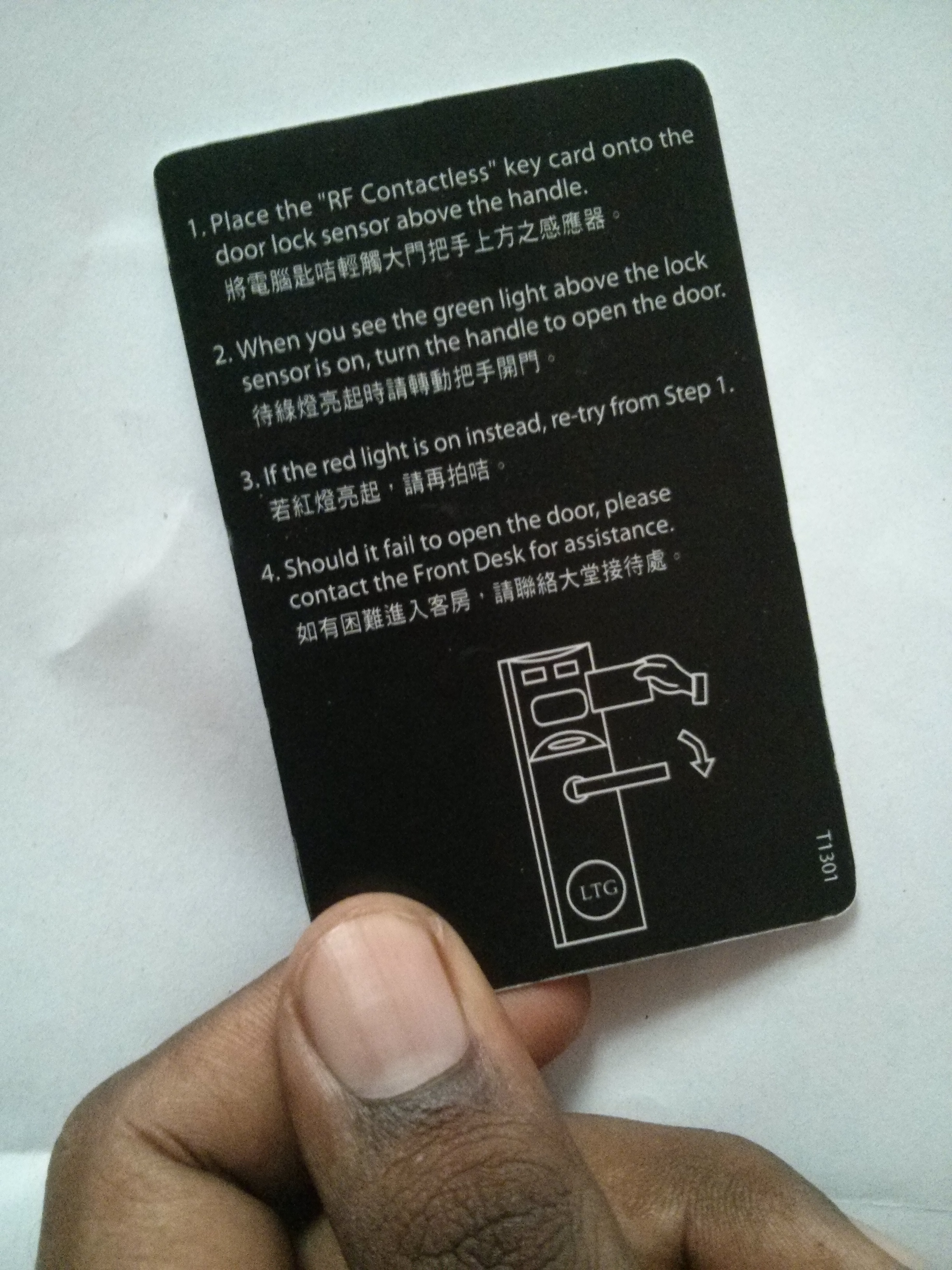
Пасивний RFID ключ в вигляді картки

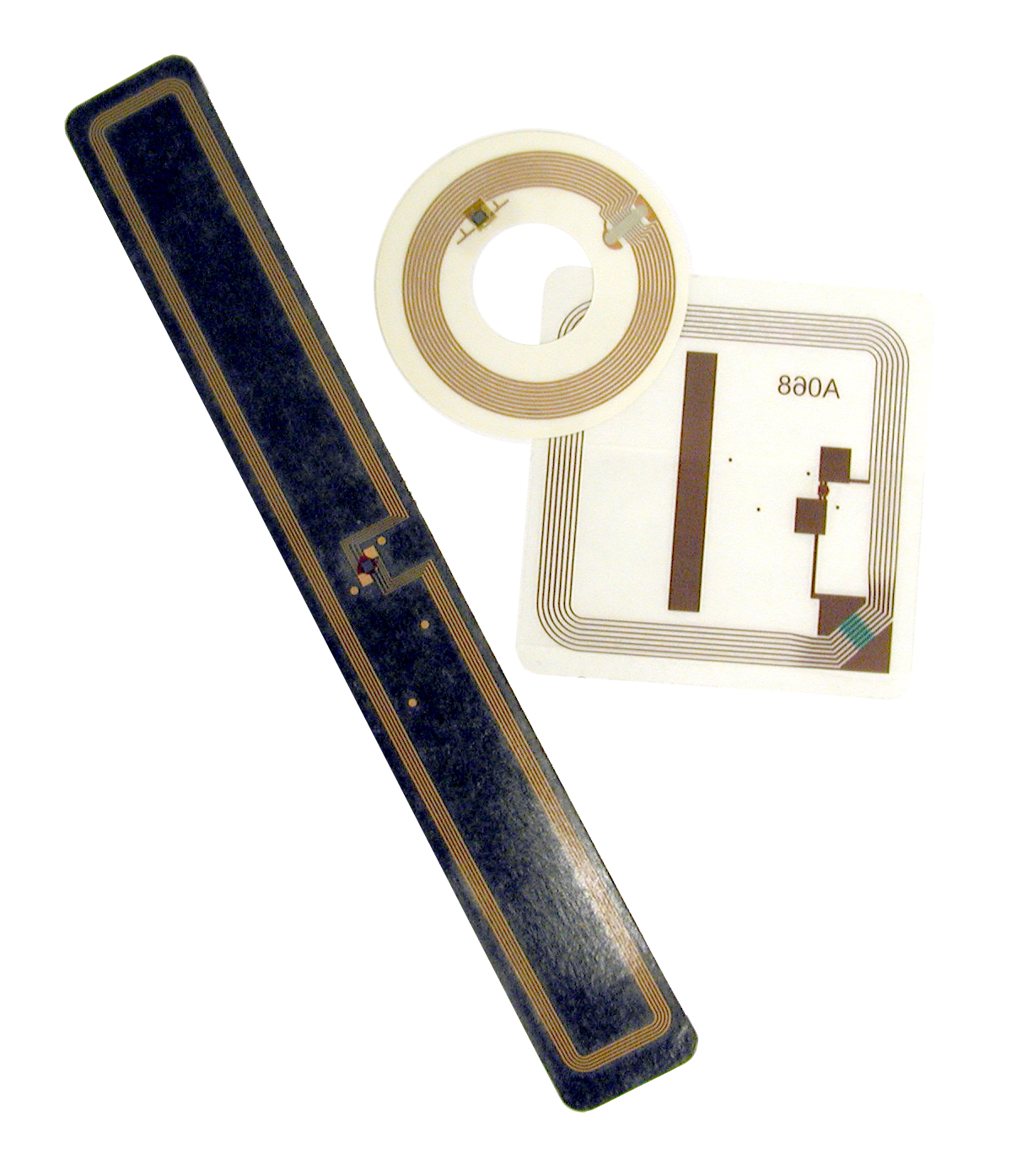
Різноманітні пасивні RFID наліпки та вкладки для ідентифікації товарів в магазинах.

EPC RFID-мітка, використовується в торговій мережі Wal-Mart

Радіочастотне розпізнавання здійснюється за допомогою закріплених за об'єктом спеціальних міток, що несуть ідентифікаційну та іншу інформацію. Цей метод вже став основою побудови сучасних безконтактних інформаційних систем, і має стійку назву RFID-технології.

## Особливості технології
- RFID-міткам не потрібен контакт або пряма видимість, дані з мітки можуть бути отримані на відстані.
- RFID-мітки читаються швидко і точно, що дозволяє виконувати велику кількість сканувань.
- RFID-мітки можна використовувати навіть в агресивних середовищах, через бруд, фарбу, пар, воду, пластмасу, деревину, а також використовувати імплантацію в тіло.
- Пасивні RFID-мітки мають фактично необмежений термін експлуатації, мають низьку собівартість.
- RFID-мітки можуть нести велику кількість інформації.
- RFID-мітки легко відстежити на порівняно невеликій відстані — метро, офіси, банки, магазини, зупинки.
- RFID-мітки можуть бути використані як для читання, так і для запису великого обсягу інформації.

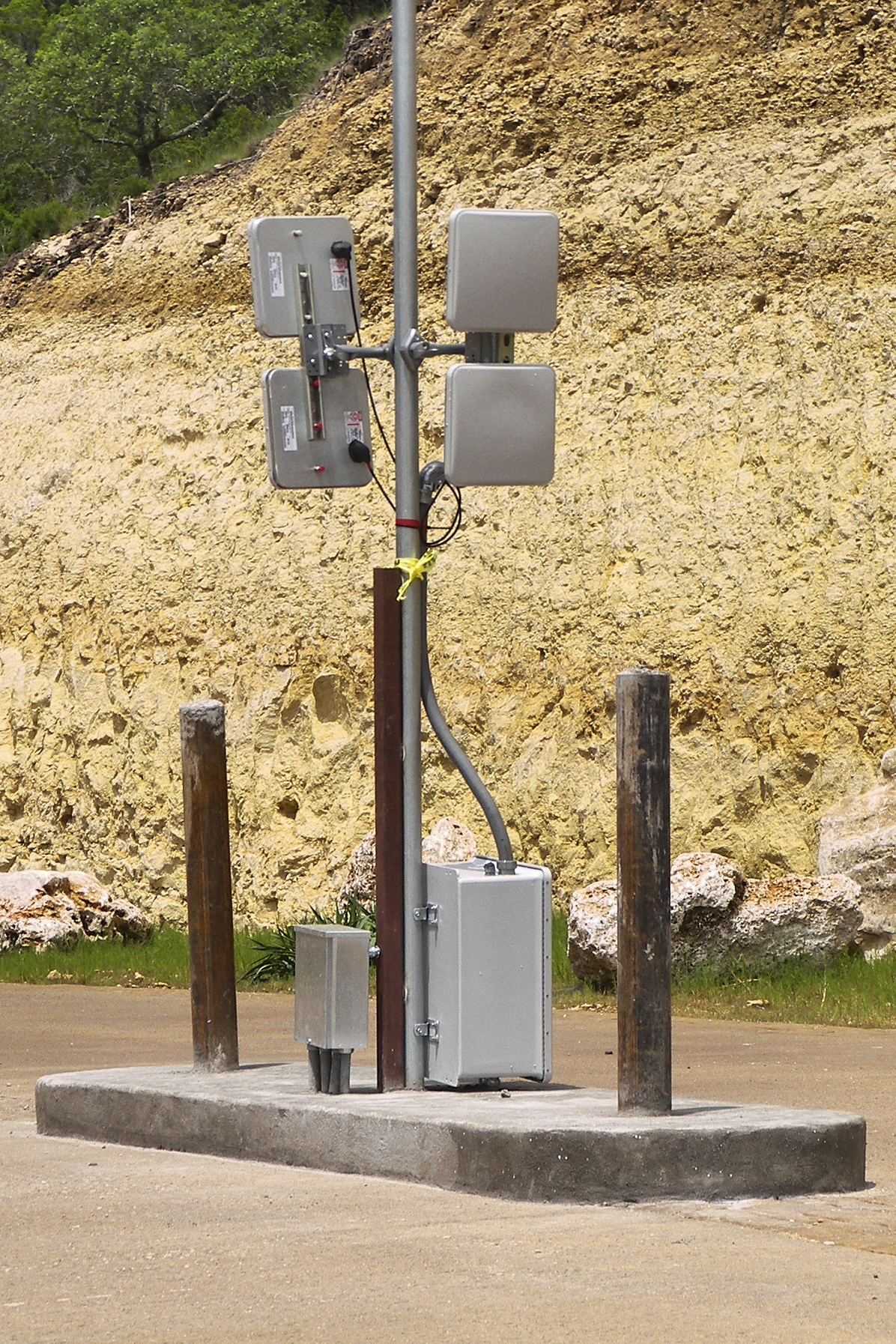
Ідентифікація транспорту на в'їзді та виїзді з закритої території. Одна антена для активації радіомітки, інша для отримання закодованого сигналу. У випадку виявлення ідентифікатора в базі дозволених — ворота відкриваються.

## Історія RFID-міток
У 1946 році Лев Сергійович Термен винайшов у Радянському Союзі шпигунський пристрій, який дозволив накладати аудіоінформацію на випадкові радіохвилі. Звук викликав коливання діафрагми, яка трохи змінювала форму резонатора, модулюючи відбиту радіочастотну хвилю. І хоча пристрій представляв лише пасивний передавач (т.з. «жучок»), цей винахід зараховують до перших попередників RFID-технології.
Технологія, найближча до даної — система розпізнавання «свій — чужий», винайдена британцями в 1939 році. Вона активно застосовувалася союзниками під час Другої світової війни, щоб визначити, своїм або чужим є об'єкт в небі. Подібні системи досі використовуються як у військовій, так і в цивільній авіації.
Ще однією віхою у використанні RFID-технології є робота Гарі Стокмана (Harry Stockman) під назвою «Комунікації за допомогою відбитого сигналу» (англ. «Communication by Means of Reflected Power») (доповіді IRE, стор. 1196–1204, жовтень 1948). Стокман відзначає, що «значні роботи з дослідження й розробки були зроблені до того, як були вирішені основні проблеми в зв'язку за допомогою відбитого сигналу, а також до того, як були знайдені сфери застосування даної технології».
Патент США Маріо Кардулло (Mario Cardullo) № 3,713,148 від 1973 («Пасивний радіопередавач з пам'яттю»), був, по суті, прабатьком сучасної RFID-технології. Вперше пасивний пристрій на відбитій енергії був продемонстрований в 1971 році владі Нью-Йорка і іншим потенційним покупцям як пристрій з 16 бітами пам'яті для стягування мита на дорогах. Патент Кардулла покриває використання радіохвиль, світла і звуку як засіб передачі інформації.
Оригінальний бізнес-план був представлений інвесторам в 1969 для використання у сфері транспорту (ідентифікація самохідних машин, автоматична платіжна система (система стягування мита), електронні номерні знаки, електронні платіжні відомості, водіння машин, моніторинг стану транспортних засобів), в банківській справі (електронні книги перевірок, електронні кредитні картки), у сфері безпеки (персональна ідентифікація, автоматичні ворота, спостереження) і в медицині (ідентифікація пацієнта, історії хвороби).
Перша демонстрація сучасних RFID-чипів (на ефекті зворотного розсіювання), як пасивних, так і активних, була проведена в Дослідницькій Лабораторії Лос Аламоса (англ. Los Alamos Scientific Laboratory) в 1973 році. Портативна система працювала на частоті 915 Мгц і використовувала 12 бітових міток.
Перший патент, пов'язаний власне з назвою RFID, був виданий Чарльзу Валтону (Charles Walton) в 1983 році (патент США за № 4,384,288).

## Класифікація RFID-міток
Існує декілька способів систематизації RFID-міток і систем:
- за робочою частотою;
- за джерелом живлення;
- за типом пам'яті.

### За джерелом живлення
За типом джерела живлення RFID-мітки діляться на:
- Пасивні
- Активні
- Напівпасивні

#### Пасивні
Пасивні RFID-мітки не мають вбудованого джерела енергії. Електричний струм, що індукується в антені електромагнітним сигналом від зчитувача, забезпечує достатню потужність для функціонування кремнієвого CMOS-чипа, розміщеного в мітці, і передачі у відповідь сигналу.
Комерційні реалізації низькочастотних RFID-міток можуть бути вбудовані в стикер (наклейку) або імплантовані під шкіру.
У 2006 Hitachi виготовила пасивний пристрій, названий µ-Chip (мю-чип), розмірами 0,15×0.15 мм (не включаючи антену) і тонше за паперовий лист (7.5 мкм). Такого рівня інтеграції дозволяє досягти технологія «кремній-на-ізоляторі» (SOI). µ-Chip може передавати 128-бітовий унікальний ідентифікаційний номер, записаний в мікросхему на етапі виробництва. Цей номер не може бути змінений надалі, що гарантує високий рівень достовірності і означає, що цей номер буде жорстко прив'язаний (асоційований) з тим об'єктом, до якого приєднується або в який вбудовується цей чип. µ-Chip від Hitachi має типовий радіус зчитування 30 см (1 фут). У лютому 2007 року Hitachi представила RFID-пристрій, що має розміри 0,05×0,05 мм, і завтовшки, достатньою для вбудовування в лист паперу.
У наш час основна проблема RFID-пристроїв полягає в тому, що для них потрібна зовнішня антена, яка за розмірами перевершує чип у найкращому разі в 80 разів.
Найменша вартість RFID-міток, які стали стандартом для таких компаній, як Wal-Mart, DOD, Target, Tesco у Великій Британії і Metro AG в Німеччині, становить приблизно 5 центів за мітку фірми SmartCode. До того ж, через розкид розмірів антен, і мітки мають різні розміри — від поштової марки до листівки. На практиці максимальна дистанція зчитування пасивних міток варіюється від 10 см (4 дюймів) (згідно зі стандартом ISO 14443) до декількох метрів (стандарти EPC і ISO 18000-6), залежно від вибраної частоти і розмірів антени. В деяких випадках антена може бути виготовлена друкарським способом.
Виробничі процеси від Alien Technology під назвою Fluidic Self Assembly, від SmartCode — Flexible Area Synchronized Transfer (FAST) і від Symbol Technologies PICA направлені на подальше зменшення вартості міток за рахунок застосування масового паралельного виробництва. «Alien Technology» в наш час[коли?] використовує процеси FSA і HiSam для виготовлення міток, тоді як PICA процес від «Symbol Technologies» знаходиться ще на стадії розробки. Процес FSA дозволяє проводити понад 2 мільйони ІС пластин в годину, а PICA процес — понад 70 мільярдів міток в рік (якщо його допрацюють). У цих технічних процесах ІС приєднуються до пластин міток, які у свою чергу приєднуються до антен, утворюючи готовий чип. Приєднання ІС до пластин і надалі пластин до антен — просторово найчутливіші елементи процесу виробництва. Це означає, що при зменшенні розмірів ІС монтаж (англ. Pick and place) стане найдорожчою операцією. Альтернативні методи виробництва, такі як FSA і HiSam, можуть значно зменшити собівартість міток. Стандартизація виробництва (англ. Industry benchmarks) приведе до подальшого падіння цін на мітки при їхньому широкомасштабному впровадженні.
Некремнієві мітки виготовляються з полімерних напівпровідників. В наш час[коли?] їхньою розробкою займаються декілька компаній в усьому світі. Мітки, що виготовляються в лабораторних умовах і працюють на частотах 13.56 Мгц. були продемонстровані в 2005 році компаніями «POLYIC» (Німеччина) і «Philips» (Голландія). У промислових умовах полімерні мітки виготовлятимуться методом прокатного друку (технологія нагадує друк журналів і газет), внаслідок чого вони будуть дешевші, ніж мітки на основі ІС. Це може закінчиться тим, як гадають, що для більшості сфер застосування мітки почнуть друкувати так само просто, як і штрих-коди, і вони стануть такими ж дешевими.
Пасивні мітки УВЧ (ультрависокочастотні дециметрові хвилі) і НВЧ (надвисокочастотні сантиметрові і міліметрові хвилі) діапазонів (860–960 МГц і 2,4-2,5 ГГц) передають сигнал методом модуляції відбитого сигналу частоти, що несе (англ. Backscattering Modulation модуляція зворотного розсіяння). Антена зчитувача випромінює сигнал частоти, що несе, і приймає відбитий від мітки модульований сигнал. Пасивні мітки ВЧ діапазону передають сигнал методом модуляції навантаження сигналу частоти, що несе (англ. Load Modulation модуляція навантаження). Кожна мітка має ідентифікаційний номер. Пасивні мітки можуть містити перезаписувану незалежну пам'ять EEPROM-типу. Дальність дії міток становить 1—200 см (ВЧ-МІТКИ) і 1-10 метрів (УВЧ і НВЧ-мітки).

#### Активні
Активні RFID-мітки володіють власним джерелом живлення і не залежать від енергії зчитувача, унаслідок чого вони читаються на дальній відстані, мають великі розміри і можуть бути оснащені додатковою електронікою. Проте, такі мітки найдорожчі, а у батарей обмежений час роботи.
Активні мітки в більшості випадків надійніші (наприклад, здійснюють меншу кількість помилок), ніж пасивні, завдяки особливій сесії зв'язку між міткою і пристроєм зчитування. Активні мітки, володіючи власним джерелом живлення, також можуть генерувати вихідний сигнал більшого рівня, ніж пасивні, дозволяючи застосовувати їх в агресивніших для радіочастотного сигналу середовищах: воді (включаючи людей і тварин, які в основному складаються з води), металах (корабельні контейнери, автомобілі), для великих відстаней на повітрі. Більшість активних міток дозволяють передати сигнал на відстані в сотні метрів при тривалості життя батареї живлення до 10 років. Деякі RFID-мітки мають вбудовані сенсори, наприклад, для моніторингу температури товарів, які швидко псуються. Інші типи сенсорів в сукупності з активними мітками можуть застосовуватися для вимірювання вологості, реєстрації поштовхів/вібрації, світла, радіації, температури і газів в атмосфері (наприклад, етилену).
Активні мітки зазвичай мають набагато більший радіус зчитування (до 300 м) і обсяг пам'яті, ніж пасивні, і здатні зберігати більший обсяг інформації для відправки приймачем. В даний час, активні мітки роблять розмірами не більше звичайної пілюлі і продають за ціною в декілька доларів.

#### Напівпасивні
Напівпасивні RFID-мітки, також їх називають напівактивними, дуже схожі на пасивні мітки, але оснащені батареєю, яка забезпечує чип енергоживленням. При цьому дальність дії цих міток залежить тільки від чутливості приймача зчитувача і вони можуть функціонувати на більшій відстані і з кращими характеристиками.

### За типом використовуваної пам'яті
За типом використовуваної пам'яті RFID-мітки діляться на:
- RO (англ. Read Only) дані записуються тільки один раз, відразу при виготовленні. Такі мітки придатні тільки для ідентифікації. Ніяку нову інформацію в них записати не можна, і їх практично неможливо підробляти.
- WORM (англ. Write Once Read Many) окрім унікального ідентифікатора такі мітки містять блок одноразово записуваної пам'яті, яку надалі можна багато разів читати.
- RW (англ. Read and Write) такі мітки містять ідентифікатор і блок пам'яті для читання/запису інформації. Дані в них можуть бути перезаписані багаторазово.

## Зчитувачі
Прилади, які читають інформацію з міток і записують в них дані. Ці пристрої можуть бути постійно підключеними до облікової системи, або працювати автономно. Залежно від частотного діапазону мітки, дистанція стійкого зчитування і запису даних може бути різна.
Розрізняють стаціонарні та мобільні.

### Стаціонарні
Стаціонарні зчитувачі кріпляться нерухомо на стінах, дверях, рухомих складських пристроях (штабеляторах, навантажувачах). Вони можуть бути виконані у вигляді замку, вмонтовані в стіл або закріплені поряд з конвеєром на шляху проходження виробів.
В порівнянні з мобільними, зчитувачі такого типу зазвичай мають більшу зону читання та потужність, і здатні одночасно обробляти значний потік інформації. Стаціонарні зчитувачі на виробництві інтегруються в інформаційну систему що дозволяє поетапно фіксувати переміщення маркованих об'єктів в реальному часі, або ідентифікувати положення мічених предметів в просторі.

### Мобільні
Володіють порівняно меншою дальністю дії і часто не мають постійного зв'язку з програмою контролю і обліку. Мобільні зчитувачі мають внутрішню пам'ять, в яку записуються дані з прочитаних міток (потім цю інформацію можна синхронізувати з системою обліку) і, як і стаціонарні зчитувачі, здатні записувати дані в мітку (наприклад, інформацію про проведений контроль).

## Основні переваги RFID-технології
- для RFID не потрібний контакт або пряма видимість;
- RFID-мітки читаються швидко і точно (наближаючись до 100%-вої ідентифікації);
- RFID може використовуватися навіть в агресивних середовищах, а RFID-мітки можуть читатися через бруд, фарбу, пар, воду, пластмасу, деревину;
- пасивні RFID-мітки мають фактично необмежений термін експлуатації;
- RFID-мітки несуть велику кількість інформації і можуть бути інтелектуальними;
- RFID-мітки можуть бути не тільки для читання, але і з записом інформації;

## Недоліки та критикаRFID-технології
- В деяких випадках мітки не деактивуються повністю, є можливість повторного спрацьовування
- Мітку можна виявити на товарі і в багатьох випадках пошкодити або відірвати
- З огляду на легку можливість маскування, можуть використовуватись для шпигунства без згоди власника товару
- У випадку оплати товару карткою банку технічно залишається можливість асоціювання імені власника з товаром
- В індивідуальних випадках категорична відмова від імплантації з огляду на страх втрати приватності індивідом
- Технічно можливо збирати приватну інформацію - національність та інші дані з паспортів, куплену літературу і т. п.
- RFID-мітки відносно легко ввести в оману. Для цього необхідно щоб мітка пройшла в радіусі дії несанкційованого зчитувача, часто мобільного, який збереже інформацію з мітки у себе. Після цього достатньо прийти до точки доступу і протранслювати зчитану інформацію системі за допомогою спеціального транслятора. Ускладнює ситуацію й те, що у виготовленні транслятора не виникає ніяких складностей і його схеми є широко розповсюджені в мережі Інтернет.

## ЗастосовуванняRFID-систем

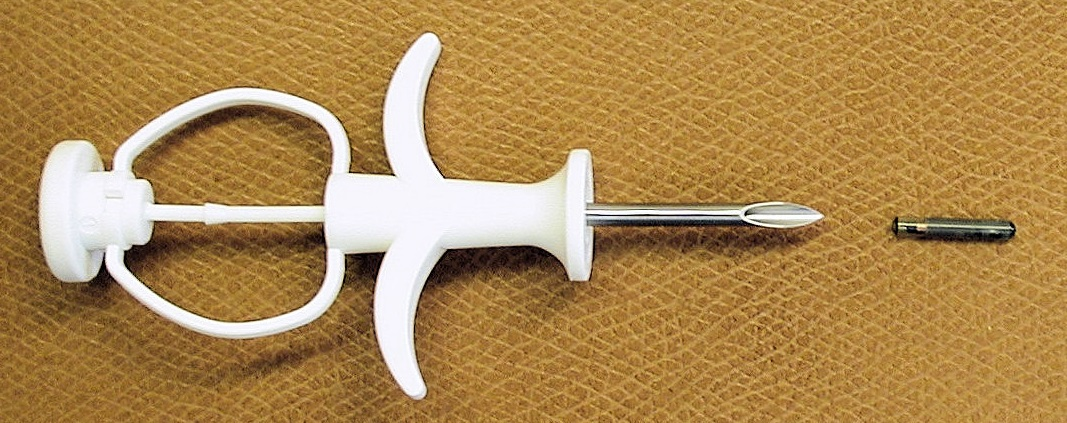
Шприц для тварин, використовується для вживлення радіомітки на 134.2 кГц під шкіру

RFID-системи застосовуються в різноманітних випадках, коли потрібен оперативний і точний контроль, відстеження і урахування численних переміщень різноманітних об'єктів. Типові застосування:
- електронний контроль за доступом і переміщеннями персоналу на території підприємств;

керування виробництвом, товарними і митними складами (особливо значними), магазинами, видачею і переміщенням товарів і матеріальних цінностей;
- автоматичний збір даних і при необхідності нарахування оплати на залізницях, платних автомобільних дорогах, на вантажних станціях і терміналах;
- контроль, планування і керування рухом, інтенсивністю графіка і вибором оптимальних маршрутів;
- громадський транспорт — керування рухом, оплата проїзду й оптимізація пасажиропотоків;
- системи електронних платежів для усіх видів транспорту, включаючи організацію платних доріг, автоматичний збір плати за проїзд і транзит, платні автостоянки;
- забезпечення безпеки (у комплексі з іншими технічними засобами аудіо- і видеоконтролю).

захист і сигналізація на транспортних засобах.
- покращення обліку й руху матеріалів у системі логістики, зокрема на складах.

## Принцип роботиRFID-систем
Система складаються з трьох основних компонентів: 
- зчитувача "ридера",
- транспондера (так званою "міткою" або "теґом", від англ. tag)
- комп'ютерної системи опрацювання даних

Зчитувач має приймально-передавальний пристрій - він посилає сигнал до мітки та приймає відповідний сигнал від мітки. Мікропроцесор (пасивної мітки), який віддає сигнал живиться за рахунок індукційного струму з котушки або антени, в якій виробляється струм, коли мітка проходить через електромагнітне поле. Мітки можуть мати більш складну реалізацію з мікропроцесором, що перевіряє і декодує дані, а не просто відповідає ідентифікатором, а також пам'ять, що зберігає дані для наступної передачі, якщо це необхідно.
Основні компоненти тегу — інтегральна схема, що керує зв'язком із зчитувачем і антена. Чип має пам'ять, що береже ідентифікаційний код або інші дані. Тег виявляє сигнал від ридера і починає передавати дані, збережені в його пам'яті, обернено в зчитувач.
Немає ніякої потреби в контакті або прямої видимості між зчитувачем і міткою, оскільки радіосигнал легко проникає через неметалеві матеріали. Таким чином, теги навіть можуть бути сховані усередині тих об'єктів, що підлягають ідентифікації.

## Галузі застосування RFID системи
Галузь застосування системи визначається її частотою. RFID-системи діляться на:
1. Високочастотні (850–950 МГц і 2.4-5 ГГц), що використовуються там, де потрібна велика відстань і висока швидкість зчитування, наприклад контроль залізничних вагонів, автомобілів, системи збору відходів. Наприклад, ридери встановлюють на шлагбаумах, а транспондер закріплюється на вітровому або бічному склі автомобіля. Велика дальність дії дає можливість безпечної установки ридерів поза межами досяжності людей.
2. Проміжні частоти (10 Мгц—15МГц) — там, де повинні бути передані великі кількості даних.
3. Низькочастотні (100–500 КГц). Використовуються там, де припустимо невеличка відстань між об'єктом і рідером. Звичайна відстань зчитування становить 0,5 метра, а для тегів, умонтованих у маленькі «кнопочки», дальність читання, як правило, ще менше — близько 0,1 метра. Велика антена рідера може якоюсь мірою компенсувати таку дальність дії невеличкого тегу, але випромінювання високовольтних ліній, моторів, комп'ютерів, ламп і т.і., заважає її роботі. Більшість систем керування доступом, безконтактні картки, керування складами і виробництвом використовує низьку частоту.

## Поточне використання
- Домофони та системи доступу
- Оплата за користування мобільним зв'язком
- Громадський транспорт (автобус, залізниця, метро)
- Оплата за автобан (платні дороги)
- RFID управління активами роздрібна торгівля
- RFID транспорт та логістика
- Ідентифікація тварин
- RFID-системи інвентаризації
- RFID-бібліотеки
- Біометричний паспорт
- Гірськолижні курорти
- Музеї
- Школи та університети
- Автомобільні ключі з імобілайзером

## Стандарти
Міжнародні стандарти RFID, як складової частини технології автоматичної ідентифікації, розробляються і приймаються міжнародною організацією ISO спільно з IEC. Підготовка проектів (розробка) стандартів проводиться в тісній взаємодії з ініціативними зацікавленими організаціями і компаніями.

### Організації-розробники стандартів

#### EPCglobal
EPCglobal — спільне підприємство GS1 і GS1 US, що працює за міжнародними стандартами в галузі використання RFID і EPC, з метою створити можливість ідентифікації будь-якого об'єкта в ланцюзі постачань товарів компаній у всьому світі.
Одна з місій EPCglobal полягає в упорядкуванні великої кількості RFID-протоколів, що з'явилися в світі починаючи з 1990-х років і створенні єдиного протоколу для реалізації прориву в сприйнятті RFID комерційними організаціями.

#### AIM global
AIM Global активно працює над промисловими стандартами з 1972 року.
AIM Global - міжнародна торгова асоціація, що представляє постачальників автоматичної ідентифікації та мобільних технологій. Асоціація активно підтримує розвиток AIM стандартів за рахунок власного Technical Symbology Committee, Global Standards Advisory Groups і групи експертів RFID, а також через участь в промислових, національних (ANSI) і міжнародних (ISO) групах розробок.

#### GRIFS
GRIFS - дворічний проект зі створення Форуму сумісності Стандартів RFID координується GS1 спільно з ETSI і CENI. Проект фінансується Європейським співтовариством. Почав свою діяльність в січні 2008 року. В рамках даного проекту проведено три конференції в Токіо, Гонконгу і Брюсселі в 2008-2009 роках.

#### EPC Gen2
EPC Gen2 - скорочення від «EPCglobal Generation 2».
Розподіл міток на класи було прийнято задовго до появи ініціативи EPCglobal, проте не існувало загальноприйнятого протоколу обміну між зчитувачами і мітками. Це призводило до несумісності зчитувачів і міток різних виробників. У 2004 р ISO/IEC прийняла єдиний міжнародний стандарт ISO 18000, що описує протоколи обміну (радіоінтерфейси, англ. Air interface) у всіх частотних діапазонах RFID від 135 кГц до 2,45 ГГц. Діапазону УВЧ (860-960) МГц відповідає стандарт ISO 18000-6А / В. З урахуванням технічних проблем, які проявлялися при зчитуванні міток класів 0 і 1 першого покоління, в 2004 р фахівці Hardware Action Group EPCglobal створили новий протокол обміну між зчитувачем і міткою УВЧ-діапазону - Class 1 Generation 2. У 2006 р пропозиція EPC Gen2 з незначними змінами було прийнято ISO / IEC як доповнення С до існуючих варіантів А і в стандарту ISO 18000-6, і на даний момент стандарт ISO / IEC 18000-6C є найбільш поширеним стандартом технології RFID в УВЧ-діапазоні. Цей стандарт був затверджений всупереч претензіям компанії Intermec про те, що його прийняття може порушити ряд їх патентів, пов'язаних з RFID. Було вирішено, що стандарт сам по собі не порушує патентів, однак при певних обставинах у виробників може виникнути необхідність платити мита Intermec.
За повідомленням RFID Journal, світовий ринок чипів UHF Gen2 в 2019 році виріс більш ніж на 200 відсотків в порівнянні з попереднім роком. У 2021 році передбачається продовження зростання обсягу ринку, за оцінками на 65 відсотків.
Зростання продажів RFID-міток склав в 2019 році 125%, і очікується, що в 2021 році ринок виросте ще на 105 відсотків.
MIFARE
MIFARE - торгова марка сімейства безконтактних смарт-карт. Торгова марка об'єднує кілька типів мікросхем смарткарт, мікросхеми зчитувачів і продукти на їх основі. Власником торгової марки є NXP Semiconductors.
Вважається найбільш поширеною торговою маркою безконтактних смарт-карт в світі: продано більше 10 млрд смарт-карт і 150 млн зчитувачів.
Всі продукти MIFARE базуються на ISO 14443 Type A 13,56 МГц стандарті безконтактних смарт-карт. Призначені в першу чергу для ідентифікації особи і мікроплатежних систем. Характеризуються невисокою дальністю читання, до 10 см.

### Особливості

##### ID
Мітки Gen 2 випускаються як з записаним виробником номером, так і без нього. Записаний виробником товару номер можна заблокувати так само, як і спочатку вбудований.

##### Антиколізійний механізм (міток)
Сучасні мітки стандарту Gen 2 використовують ефективний антиколізійні механізм, заснований на розвиненій технології «слотів» - багатосесійному управлінні станом міток під час «інвентаризації», - тобто, зчитуванні міток в зоні реєстрації. Даний механізм дозволяє збільшити швидкість зчитування-інвентаризації міток до 1500 міток / сек (запис - до 16 міток / сек) при використанні промислових портальних зчитувачів, наприклад, компанії Impinj. Зчитувач і мітки на початку запиту генерують число q в діапазоні від 0 до 2 у степені n. Якщо число q зчитувача і однією з міток співпало, то вони проводять обмін інформацією. Якщо ж кількість міток які відізвалися не дорівнює одиниці, то зчитувач виробляє новий запит, при якому число q генерується заново. У разі, якщо часто виникає ситуація, в якій не стався обмін інформацією з міткою (тобто якщо міток занадто багато або занадто мало в порівнянні з діапазоном, в якому лежить число q), зчитувач коригує ступінь двійки n, змінюючи межі діапазону. Даний алгоритм працює набагато швидше алгоритму, який використовується в Gen1, так як в першому випадку зчитувач побитно перебирає до 64 біт, а в другому працює теорія ймовірності і є механізм регулювання.

##### Антиколізійний механізм (зчитувачів)
Крім того, Gen 2 мітки дозволяють ефективно використовувати в перекривних і близьких зонах кілька зчитувачів одночасно (технологія англ. Multiple Reader Mode) за рахунок рознесення один від одного частотних каналів зчитувачів.

##### Ціна
Мітки стандарту Gen2 в даний час вже значно дешевше міток попереднього покоління, що також робить їх використання переважним, а обладнання (зчитувачі) першого покоління в більшості випадків вимагають для роботи з новими стандартами лише перепрограмування вбудованої програми (перепрошивки).

##### Паролі
Як і мітки попереднього стандарту, Gen2 володіють можливістю установки 32х-бітного access-пароля. Крім того, для кожної мітки можлива установка Кілл-пароля (англ. 'Kill' password), після введення якого мітка назавжди припинить обмін інформацією зі зчитувачами.

### ISO Стандарти
Станом на 2008 рік в якості міжнародного стандарту в області RFID виступає дуже багато стандартів які описують різні області RFID:
- ISO 11784 - «Радіочастотна ідентифікація тварин - Структура кодів»
- ISO 11785 - «Радіочастотна ідентифікація тварин - Технічна концепція»
- ISO 14223 - «Радіочастотна ідентифікація тварин - Транспондери з розширеними функціями»
- ISO 10536 - «Карти ідентифікаційні. Безконтактні чипові карти»
- ISO 14443 - «Карти ідентифікаційні. Безконтактні чипові карти. Карти з малою відстанню зчитування»
- ISO 15693 - «Карти ідентифікаційні. Безконтактні чипові карти. Карти середньої дальності зчитування»
- DIN / ISO 69873 - «Носії даних для інструменту і затискних пристроїв»
- ISO / IEC 10374 - «Ідентифікація контейнерів»
- VDI 4470 - «Системи охорони товарів»
- ISO 15961 - «RFID для управління товарами: керуючий комп'ютер, функціональні команди міток і інші синтаксичні можливості»
- ISO 15962 - «RFID для управління товарами: синтаксис даних»
- ISO 15963 - «Унікальна ідентифікація радіочастотних міток і реєстрація власника для управління унікальністю»
- ISO 18000 - «RFID для управління товарами: бездротовий інтерфейс»
- ISO 18001 - «Інформаційні технології - RFID для управління товарами - Рекомендовані профілі додатків»